# Tour de Taiyuán
El Tour de Taiyuán (oficialmente: Tour of Taiyuan) es una carrera ciclista profesional por etapas que se realiza en el mes mayo en Taiyuán y sus alrededores en la provincia de Shanxi en la República Popular China en el marco de la Semana Internacional de la Bicicleta en China Taiyuan.
La primera edición se corrió en 2019 como parte del circuito UCI Asia Tour bajo categoría 2.2. La prueba cuenta con una versión femenina homónima.

## Palmarés
| Año  | Ganador       | Segundo     | Tercero        |           |
| ---- | ------------- | ----------- | -------------- | --------- |
| 2019 | Cameron Piper | Luca Raggio | Jeroen Meijers |           |
| 2020 | cancelada     | cancelada   | cancelada      | cancelada |
| 2021 | cancelada     | cancelada   | cancelada      | cancelada |

## Palmarés por países
| País           | Victorias |
| -------------- | --------- |
| Estados Unidos | 1         |